# Peter Parker (série de filmes de Sam Raimi)
Peter Benjamin Parker, também conhecido pelo seu alter ego Homem-Aranha, é um personagem fictício interpretado por Tobey Maguire, baseado no personagem de quadrinhos de mesmo nome. Ele foi adaptado para o filme Homem-Aranha (2002) de Sam Raimi, mais tarde aparecendo em duas sequências, jogos eletrônicos e em uma série de televisão projetada para ser ambientada nessa continuidade. Esta versão do personagem foi seguida pelo retrato de Andrew Garfield, dirigido por Marc Webb para a duologia The Amazing Spider-Man (2012–2014), com uma nova iteração retratada por Tom Holland e ambientada no Universo Cinematográfico Marvel (2016–presente). Maguire reprisou seu papel como personagem coadjuvante no filme Spider-Man: No Way Home (2021) da Marvel Studios, aparecendo como uma versão mais velha de si mesmo ao lado das versões de seus dois sucessores do personagem. Para se distinguir das outras duas versões de si mesmo, ele é apelidado de "Peter-Dois" por eles, referido pelo site oficial da Marvel como o Friendly Neighborhood Spider-Man, e no roteiro do filme como o Raimi-Verse Peter/Spider-Man.
A narrativa da trilogia de Raimi se concentra no crescimento de Peter Parker do colégio para a faculdade e seu relacionamento conturbado com seu melhor amigo de infância Harry Osborn, bem como seu relacionamento com Mary Jane Watson, paixão de infância de Peter e futura namorada. A narrativa segue suas lutas com sua vida dupla como estudante universitário e jovem adulto, muitas vezes para a decepção de seu avuncular professor de faculdade, Dr. Curt Connors, bem como seu trabalho como fotógrafo freelancer para o Clarim Diário, sob o sarcástico editor-chefe J. Jonah Jameson, que despreza a personalidade de vigilante de Parker e constantemente imprime artigos difamatórios e notícias impressas contra o Homem-Aranha. A vida secreta de Parker como vigilante levaria a muitos encontros com vários criminosos / psicopatas super-humanos, que procurariam ameaçar a paz e a vida de civis na cidade de Nova Iorque.
Maguire foi escolhido por Raimi, e foi oficialmente escalado após seu teste de tela, com performances de reconhecimento de seus filmes anteriores. Maguire começou seu treinamento físico para o Homem-Aranha, e até procurou aprender os movimentos típicos das aranhas em seu tempo livre. O figurinista James Acheson começou a formar vários conceitos para o design do traje do Homem-Aranha e afirmou que o uniforme deixava Maguire com uma sensação de claustrofobia, preferindo apenas usar o traje se uma cena não exigisse que ele colocasse a máscara. A interpretação de Maguire do personagem recebeu respostas amplamente positivas de críticos e fãs, juntamente com o recebimento de elogios de seus sucessores Andrew Garfield e Tom Holland. Uma série de adaptações de jogos eletrônicos foram atribuídas ao personagem dos filmes de Raimi, ao lado de uma série de animação que foi projetada para ser ambientada na continuidade da trilogia.

## Conceito e criação

### Execução

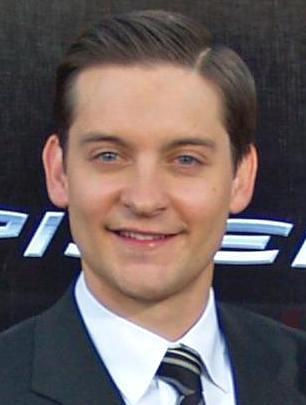
Tobey Maguire na estreia do terceiro filme da franquia, em 2007.

David Koepp foi o roteirista original do personagem e passou por várias tentativas de roteiros para dar vida a um filme do Homem-Aranha. Maguire foi escalado como Peter Parker em julho de 2000, tendo sido a principal escolha de Raimi para o papel depois de ter visto a atuação de Maguire em The Cider House Rules (1999). O estúdio hesitou inicialmente em escalar alguns atores, como Leonardo DiCaprio, Freddie Prinze Jr., Chris Klein, Wes Bentley e Heath Ledger, enquanto que Jake Gyllenhaal (que quase substituiu Maguire devido à lesões, e posteriormente foi escalado como Mysterio em Homem-Aranha: Longe de Casa, de 2019) foi considerado para o papel no segundo filme, que não parecia se encaixar nas classificações de "titãs bombeando adrenalina e atacando as caudas", mas Maguire conseguiu impressionar os executivos do estúdio com sua audição. O ator assinou um contrato com um acordo na faixa de 3 a 4 milhões de dólares com opções de salários mais altos para duas sequências. Maguire foi treinado por um preparador físico, um instrutor de ioga, um especialista em artes marciais e um especialista em escalada, levando vários meses para melhorar seu físico.
Após o sucesso do primeiro filme, em 2003, Maguire entrou em um conflito com os executivos da Sony Pictures, com o ator estando perto de ser dispensado de seu contrato após uma disputa entre os dois. Maguire havia terminado de filmar uma produção já multi-indicada para o Óscar, Seabiscuit (2003), e reclamou da tensão física durante seus dois últimos filmes. Os executivos da Sony acreditavam que isso era apenas "parte das táticas de negociação de Maguire", como uma última tentativa de barganhar por um salário mais lucrativo; uma declaração rapidamente rejeitada pelo publicitário de Maguire.
Permanecendo uma constante em todas as reescritas estava a ideia do "atirador de teias orgânico" do personagem. Raimi sentiu que iria estender a suspensão de descrença do público longe demais para que Peter inventasse atiradores mecânicos para a teia.
Após o lançamento do terceiro filme da série, e seu subsequente sucesso nas bilheterias, a franquia foi colocada em desordem, depois que o diretor Sam Raimi ficou insatisfeito com o roteiro de seu planejado Homem-Aranha 4, fazendo com que o filme ultrapassasse a data de lançamento projetada de maio de 2011. Mais detalhes foram divulgados após uma declaração feita por Raimi explicando que "o estúdio e a Marvel têm uma oportunidade única de levar a franquia em uma nova direção, e eu sei que eles farão um trabalho excelente". Relatórios posteriores confirmaram que Maguire e Raimi haviam deixado seus respectivos cargos. A Sony reiniciou a série com um filme intitulado The Amazing Spider-Man, estrelando Andrew Garfield como Peter Parker. A reinicialização foi lançada nos Estados Unidos em 3 de julho de 2012.

### Figurino

O traje do Homem-Aranha utilizado em todos os filmes da trilogia.

Embora o traje do personagem presente em Homem-Aranha tenha acabado por ser fiel aos quadrinhos do Homem-Aranha, muitos designs foram feitos. Um conceito que o figurinista James Acheson gostou foi a ideia de ter um emblema vermelho sobre um traje preto. Outro, que eventualmente levaria ao produto final, apresentava um logotipo ampliado no peito e listras vermelhas descendo nas laterais das pernas. Para criar o uniforme do Homem-Aranha, Maguire foi adaptado para o traje colante ao corpo, sendo coberto com camadas de solidez para criar a forma do traje. Ele foi projetado como uma única peça, incluindo a máscara. Um capacete foi usado por baixo da máscara para fazer o formato da cabeça parecer melhor e para manter a máscara apertada, mantendo o usuário confortável. Para cenas em que ele iria tirar a máscara, um traje alternativo era usado em que a máscara era uma peça separada. A teia, que acentuava o traje, foi cortada por computador. As lentes oculares da máscara foram projetadas para parecerem espelhadas. Dykstra disse que a maior dificuldade de criar o Homem-Aranha foi que, como o personagem estava mascarado, ele imediatamente perdia muita caracterização. Sem o contexto dos olhos ou da boca, muita linguagem corporal teve que ser inserida para que houvesse conteúdo emocional. Raimi queria transmitir a essência do Homem-Aranha como sendo "a transição que ocorre entre ele ser um jovem passando pela puberdade e ser um super-herói". Dykstra disse que sua equipe de animadores nunca alcançou tal nível de sofisticação até dar dicas sutis de como fazer o Homem-Aranha se sentir um ser humano. Quando dois executivos do estúdio viram fotos do personagem gerado por computador, eles acreditaram que era na verdade Maguire realizando acrobacias.
Acheson fez várias mudanças sutis no traje do Homem-Aranha em Homem-Aranha 2, embora mantendo o design relativamente o mesmo. As cores ficaram mais ricas e ousadas. O emblema da aranha tinha linhas mais elegantes e aumentadas, as lentes dos olhos eram um pouco menores e o macacão por baixo foi feito em pedaços, para dar uma melhor sensação de movimento. O capacete que Maguire usava sob a máscara também foi aprimorado, com melhor movimentação da mandíbula falsa e das oculares magnéticas, que eram mais fáceis de serem removidas.
Em Homem-Aranha 3, Peter tem duas variações de seu traje: o tradicional e um preto que se forma devido a um simbionte alienígena ligado a ele. Considerando que o traje simbionte usado nos quadrinhos pelo Homem-Aranha era um uniforme preto simples com uma grande aranha branca na frente e nas costas, o design foi alterado para que o filme se tornasse uma versão preta do traje tradicional do Homem-Aranha, completo com os detalhes da teia. Como consequência disso, o traje que Topher Grace usava como Venom também trazia os detalhes da teia; como o produtor Grant Curtis observou, "é o traje do Homem-Aranha, mas retorcido e mutilado por si só." Além disso, o motivo deu um sentido de vida ao simbionte, dando-lhe uma aparência ao se agarrar ao corpo do personagem.

## Temas e análises
O primeiro filme caracterizou Peter Parker como um adolescente inteligente, estudioso e equilibrado, mas solitário e isolado; enfocando sua personalidade como um forasteiro desconfiado e tímido; antes de ganhar seus poderes e subsequentes lutas para aceitar suas habilidades recém-descobertas. Depois de superar essas lutas, Peter acabou usando suas habilidades para ajudar as pessoas, depois que seu tio foi assassinado por um ladrão de carros durante um roubo, pelo qual ele era parcialmente responsável. Peter é constantemente atormentado por este evento, após inicialmente tentar usar suas habilidades para ganho pessoal. Como resultado, ele é motivado a usar suas habilidades super-humanas para uma causa mais nobre, sob a persona de um vigilante mascarado: o "Homem-Aranha", a fim de reparar a morte de seu tio. No entanto, mesmo depois de assumir a personalidade do Homem-Aranha, Peter ainda mantém sua natureza socialmente inepta e desajeitada, mas de bom coração, e desenvolve um senso de humor sarcástico e espirituoso em seu disfarce de Homem-Aranha. Peter lida com todas as suas lutas pessoais, enquanto luta com seus sentimentos por sua paixão de infância e amiga íntima Mary Jane Watson e lida com seu relacionamento próximo com seu melhor amigo Harry Osborn.
Em Homem-Aranha 2, o diretor Sam Raimi sentiu que o filme teve que explorar tematicamente o conflito interno de Peter com seus desejos pessoais contra sua responsabilidade, os pontos positivos e negativos de seu caminho escolhido e como ele finalmente decide que pode ser feliz como uma figura heroica. Raimi afirmou que a história foi parcialmente influenciada por Superman II - A Aventura Continua (1980), que também explorou o herói titular abrindo mão de suas responsabilidades. A história da sequência é retirada principalmente da série de quadrinhos The Amazing Spider-Man Nº 50, "Spider-Man No More!" (1963). De acordo com Raimi, a história de Peter Parker é sobre "uma vida fora de equilíbrio". Peter está preso entre uma vida em que tenta ajudar as pessoas e reparar a morte de seu tio com seu alter ego do Homem-Aranha e outra em que tenta equilibrar seus estudos, ocupação como fotógrafo e seu relacionamento com sua família e amigos. Peter reconhece que não pode ficar com Mary Jane sem colocá-la em perigo, devido ao seu alter ego do Homem-Aranha, temendo que, se seus inimigos descobrissem sobre sua verdadeira identidade, eles tivessem como alvo seus entes queridos. Como resultado, Peter se distancia de Mary Jane, mas eventualmente reacende seu relacionamento com ela depois que ela descobre sobre sua vida dupla e as lutas que ele tem enfrentado.
Em Homem-Aranha 3, Raimi pretendia desenvolver ainda mais o personagem de Peter com o filme focalizando-o, aprendendo que ele não é um vigilante sem pecado e que também pode haver humanidade naqueles que ele considera criminosos, especialmente porque o simbionte Venom traz os mais sombrios aspectos da personalidade de Peter ao se relacionar com ele. O próprio Raimi citou: "A coisa mais importante que Peter agora tem que aprender é que todo esse conceito dele como o vingador ou ele como o herói, ele usa essa roupa vermelha e azul, com cada criminoso que ele leva à justiça, ele está tentando pagar a dívida de culpa que sente pela morte do tio Ben. Ele se considera um herói e uma pessoa sem pecado contra esses vilões que ele agarra. Sentimos que seria ótimo para ele aprender um pouco menos a visão de preto e branco da vida e que ele não está acima dessas pessoas". Raimi baseou suas ideias nos quadrinhos originais.

## Biografia fictícia

### Spider-Man(2002)
Peter é apresentado como um forasteiro tímido e de óculos na Midtown High School, em Nova Iorque, com uma paixão de longa data por sua vizinha Mary Jane Watson. Antes de uma viagem de campo da escola para a Universidade Columbia, Peter se encontra com seu melhor amigo Harry Osborn, que o apresenta a seu pai, Norman Osborn, o CEO da Oscorp a quem Peter idolatra. Enquanto Peter, Harry, Mary Jane e seus colegas de classe percorrem um laboratório de genética na universidade, Mary Jane nota que uma das 15 aranhas geneticamente modificadas em uma exposição está faltando. A aranha em questão cai sobre Peter enquanto ele tira uma foto de Mary Jane para o jornal da escola e o pica. Peter adoece ao voltar para casa e desmaia em seu quarto.
Na manhã seguinte, Peter descobre que não é mais míope e que seu corpo está no auge da sua condição física. Ele também descobre que desenvolveu superpoderes de aranha, que permitem que ele evite lesões durante um confronto com o valentão Flash Thompson, namorado de Mary Jane, e Peter nocauteia Flash com um soco, embora mais tarde ele se desculpe com Mary Jane pelo confronto. Depois de notar o novo carro de Flash, Peter pensa em impressionar Mary Jane com seu próprio carro. Ignorando o conselho de seu tio Ben de que "com grandes poderes vêm grandes responsabilidades", ele entra em um torneio underground de luta livre para arrecadar dinheiro e vence sua primeira partida, mas o promotor o rouba de seus ganhos. Quando um ladrão de repente rouba o escritório do promotor, Peter permite que ele escape. Momentos depois, ele descobre que Ben foi roubado e morto. Enfurecido, Peter persegue e confronta o ladrão de carros, apenas para perceber que foi o ladrão que ele deixou escapar. Depois que Peter o desarma, o ladrão foge, mas morre após cair de uma janela.
Após se formar, Peter, finalmente levando a sério as palavras de Ben por culpa, começa a usar suas habilidades para combater o crime, vestindo uma fantasia e a persona do Homem-Aranha. Isso não impressiona J. Jonah Jameson, editor do jornal Clarim Diário, e ele começa uma campanha de difamação contra o Homem-Aranha. Jameson contrata Peter como fotógrafo freelancer, já que Peter é a única pessoa que fornece imagens claras do Homem-Aranha. Peter se muda para um apartamento com Harry pago por Norman ao começar a faculdade. Ele mantém sua identidade como Homem-Aranha em segredo de Harry, que da mesma forma mantém seu namoro com Mary Jane, que rompeu com Flash, um segredo de Peter até que ela o revele a ele.
Peter é designado por Jameson para tirar fotos na Feira Mundial da Unidade, da qual Mary Jane e Harry comparecem juntos com a diretoria da Oscorp. De repente, o Duende Verde, que na verdade é Norman com uma segunda personalidade enlouquecida, ataca a feira e assassina a diretoria, colocando Mary Jane e Harry em perigo. Peter muda para sua roupa de Homem-Aranha, salvando vários civis do Duende antes de resgatar Mary Jane após ela cair de uma varanda. O Duende toma conhecimento do Homem-Aranha e propõe uma trégua para que eles trabalhem juntos. Quando o Homem-Aranha mais tarde se recusa, os dois lutam em um prédio em chamas, deixando o Homem-Aranha com um corte no braço.
Durante o jantar de Ação de Graças com Peter, sua tia May, Mary Jane e Harry, Norman percebe o corte no braço de Peter e deduz sua identidade secreta como Homem-Aranha. Mais tarde, ele ataca e hospitaliza May na tentativa de "ir atrás do coração de [Peter]". Ao visitar Peter e May no hospital, Mary Jane admite a Peter que está apaixonada pelo Homem-Aranha, que a salvou mais uma vez de bandidos em um beco, e ela pergunta a Peter se o Homem-Aranha alguma vez perguntou por ela. Enquanto Peter indiretamente revela seus sentimentos por ela, Harry se aproxima dos dois que estão de mãos dadas. Devastado, Harry confidencia a seu pai que Mary Jane ama Peter, revelando inadvertidamente a verdadeira fraqueza do Homem-Aranha. O Duende sequestra Mary Jane e mantém ela e um teleférico da Ilha Roosevelt cheio de crianças como reféns ao longo da Ponte do Queensboro, forçando o Homem-Aranha a escolher quem salvar antes de deixá-los cair. Peter salva ambos com a ajuda de um rebocador enquanto Norman é zombado por civis que se aliaram ao Homem-Aranha.
Norman agarra Peter, joga-o em um prédio abandonado e o espanca brutalmente. Quando Norman se gaba de como mais tarde matará Mary Jane, um Peter enfurecido domina Norman. Norman se revela a Peter, que para de atacar e implora por perdão, mas ao mesmo tempo controla seu planador para tentar empalá-lo. Avisado por seu sentido aranha, Peter se esquiva do ataque e o planador mortalmente empala Norman. Com seu último suspiro, Norman pede a Peter para não revelar sua identidade como o Duende Verde para Harry. Peter leva o corpo de Norman de volta para a casa de Norman e esconde o traje e o equipamento do Duende, mas Harry chega e o encontra de pé sobre o corpo de seu pai. Harry pega uma arma, com a intenção de atirar no Homem-Aranha, mas ele escapa.
No funeral de Norman, Harry jura vingança contra o Homem-Aranha, a quem ele considera responsável pela morte de seu pai, e afirma que Peter é toda a família que ele deixou. Mary Jane confessa a Peter que está apaixonada por ele. Peter, no entanto, sente que deve protegê-la da atenção indesejada de seus inimigos, então ele esconde seus verdadeiros sentimentos e diz a Mary Jane que eles só podem ser amigos. Quando Peter sai do funeral, ele se lembra das palavras de Ben e aceita sua responsabilidade como Homem-Aranha.

### Spider-Man 2(2004)
Dois anos depois, Peter luta para manter sua vida pessoal enquanto servia como Homem-Aranha, sendo despedido de um segundo emprego que assume como entregador de pizza, enquanto simultaneamente luta com suas finanças e seus estudos na Universidade Columbia. Ele também está se distanciando de seus dois amigos, Harry e Mary Jane, que obtiveram sucesso como o novo CEO da Oscorp e como atriz da Broadway, respectivamente, e descobrem que tia May está enfrentando a hipoteca de sua casa após sua festa surpresa de aniversário.
Harry apresenta Peter a seu ídolo Dr. Otto Octavius, cujo está financiando uma pesquisa a Oscorp, antes de uma demonstração do trabalho de Octavius no poder de fusão. Durante a demonstração, Octavius veste um arnês com quatro braços robóticos e inteligência artificial. Apesar de um início bem-sucedido, a demonstração se torna instável. Octavius ignora as exigências de Harry para desligá-lo enquanto Peter veste seu traje para desligá-lo, mas não antes que a explosão resultante mate a esposa de Octavius e a assistente Rosalie e funda o arnês em sua coluna, também destruindo o chip inibidor que mantém Octavius no controle dos braços.
Enquanto Peter e May vão a um banco para argumentar contra a execução da hipoteca, Octavius, agora cada vez mais influenciado pelas armas e apelidado de "Doutor Octopus" ou "Doc Ock" por Jameson, rouba o banco na tentativa de financiar uma segunda tentativa de seu experimento. Peter veste seu traje novamente e enfrenta Octopus enquanto mantém May como refém. O Homem-Aranha consegue resgatar May, apesar de deixar Octopus fugir com o dinheiro. Depois de descobrir que Mary Jane está ficando noiva do filho de Jameson, John, e brigar com um Harry bêbado durante uma festa, Peter sofre um colapso emocional por causa de sua incapacidade de equilibrar sua vida, perdendo seus poderes como resultado. Ele decide deixar de ser o Homem-Aranha após consultar um médico, jogando fora seu traje, que um lixeiro descobre e envia para Jameson.
Peter começa a ter sucesso em seus estudos e mudar sua vida, começando a consertar sua amizade com Mary Jane. Ele também revela à tia May seu papel em inadvertidamente causar a morte de tio Ben, embora May o perdoe após o choque inicial. Enquanto Peter ajuda May a sair de sua casa, ela o aconselha sobre a esperança que o Homem-Aranha dá ao povo, apesar dos sacrifícios que ele deve fazer. Isso encoraja Peter a tentar um retorno como o Homem-Aranha devido ao aumento da criminalidade em Nova Iorque, embora seus poderes permaneçam perdidos.
Requerendo o isótopo de trítio para abastecer seu reator, Octavius visita Harry para exigi-lo. Harry concorda em troca do Homem-Aranha, que ele acredita ser o responsável pela morte de Norman. Ele diz a Octavius para procurar Peter, que Harry acredita ser amigo do Homem-Aranha, mas diz a Octavius para não machucá-lo. Enquanto Mary Jane convida Peter para um café para discutir se ele a ama ou não, Octavius localiza Peter, diz a ele para encontrar o Homem-Aranha e captura Mary Jane. Seu perigo leva à ressurreição dos poderes de Peter. Como Jameson admite que estava errado sobre o Homem-Aranha, Peter rouba seu traje de volta do Clarim e vai atrás de Octavius. Enquanto Peter luta com Octavius, eles caem em um trem do metrô de Nova Iorque. Octavius sabota os controles e deixa Peter para salvar os passageiros, o que ele faz com um grande tributo físico. Quando ele desmaia de exaustão, os passageiros gratos o salvam da queda e o trazem para dentro do trem, vendo seu rosto desmascarado, mas prometendo manter seu conhecimento em segredo. Eles tentam sem sucesso protegê-lo quando Octavius retorna para capturar o Homem-Aranha, que Octavius entrega a Harry.
Depois de dar o trítio a Octavius, Harry se prepara para matar o Homem-Aranha, apenas para ficar chocado ao ver Peter sob a máscara. Peter convence Harry a direcioná-lo ao covil de Octavius, pois coisas maiores estão em jogo. Quando Peter chega ao laboratório de Octavius à beira-mar e tenta resgatar Mary Jane discretamente, Octavius o descobre, e eles lutam enquanto a reação nuclear aumenta e começa a ameaçar a cidade. Peter finalmente subjuga Octavius, revela sua identidade e o convence a deixar seu sonho ir para um bem maior. Octavius comanda os tentáculos para obedecê-lo e dá sua vida para destruir o experimento. Mary Jane vê a verdadeira identidade e os sentimentos de Peter, e ele diz que é por isso que eles não podem ficar juntos. Peter devolve Mary Jane para John e vai embora. No entanto, Mary Jane deixa John no altar durante seu casamento e corre para o apartamento de Peter, declarando que está disposta a aceitar todos os riscos que surgem em um relacionamento com ele. Os dois finalmente se tornam um casal, e Mary Jane vê Peter ir embora enquanto ele entra em ação como o Homem-Aranha para ajudar os serviços de emergência.

### Spider-Man 3(2007)
Meses depois, Peter finalmente encontra estabilidade e sucesso em sua vida pessoal e nas façanhas como o Homem-Aranha. Ele e Mary Jane estão namorando felizes e, depois de assistir à apresentação dela em uma nova peça, ele a encontra no Central Park. Um meteoro pousa nas proximidades e um simbionte alienígena semelhante a uma gosma escorre e se prende ao ciclomotor de Peter. Depois de mandar Mary Jane para casa, ele fala com tia May, que lhe dá o anel de noivado dado a ela por Ben, e o incentiva a pedir Mary Jane em casamento. No caminho para casa, Peter é emboscado por Harry, que utilizou o equipamento de seu pai e o soro do Duende Verde e pretende vingar a morte de Norman, apesar de Peter mencionar a verdade sobre a morte de seu pai. Uma perseguição no ar acontece, resultando em Harry sendo nocauteado quando Peter prepara uma armadilha para ele. Tendo sofrido amnésia e esquecido seu sentimento de vingança contra o Homem-Aranha, Harry acorda na sala de emergência, abraçando novamente Peter e Mary Jane como seus melhores amigos.
Mary Jane fica chateada com uma crítica negativa de sua performance, e Peter tenta, sem sucesso, se relacionar com ela usando sua experiência como Homem-Aranha. Mais tarde, ela se esquece de informá-lo que perdeu seu papel na peça. No trabalho no Clarim Diário, Peter descobre que um fotógrafo freelancer rival, Eddie Brock, também começou a tirar fotos do Homem-Aranha, e Jameson coloca os dois fotógrafos um contra o outro para um trabalho em equipe. Mais tarde, ele descobre sobre uma cerimônia em que o Homem-Aranha receberia a chave da cidade por ter resgatado Gwen Stacy, filha do comissário do NYPD, George Stacye, também parceiro de laboratório de Peter na Universidade Columbia. Peter, que veste seu traje para a cerimônia, se deleita com os aplausos da multidão e dá a Gwen um beijo de cabeça para baixo que lembra seu primeiro beijo com Mary Jane. Isso perturba Mary Jane, levando a uma discussão mais tarde durante um jantar com Peter, que adia seus planos de pedi-la em casamento no restaurante.
Peter também encontra Flint Marko, também conhecido como "Homem-Areia". Ao descobrir que Marko foi quem atirou fatalmente em Ben, não o ladrão de carros como se acreditava anteriormente, Peter desenvolve um sentimento de vingança contra Marko e, ao adormecer enquanto escuta a rádio da polícia, o simbionte sai do armário de Peter e se amarra em seu traje, tornando-o preto. Fortalecido pelas habilidades do novo traje e com sua raiva ampliada, Peter o veste enquanto confronta Marko nos túneis do metrô, levando à aparente morte de Marko quando um dilúvio de água o reduz a lama. Após Peter contar a May sobre a aparente morte do Homem-Areia nas mãos do Homem-Aranha, May não achou graça e o avisou sobre os efeitos adversos da vingança.
Enquanto isso, Harry recupera sua memória e sentimento de vingança depois de experimentar uma inundação de emoções desencadeada por passar um tempo com Mary Jane. Experimentando outra visão de seu pai, que o induz a atacar o coração de Peter, Harry chantageia Mary Jane para que ela termine com Peter e afirme que ela "se apaixonou por outro homem". Harry afirma para Peter que ele é o "outro homem", enfurecendo Peter, que mais tarde confronta Harry em sua cobertura vestindo o traje preto por baixo. Os ex-amigos se envolvem em uma briga brutal de punhos, com Peter vencendo, insultando Harry ao zombar de seu relacionamento com seu pai. Harry então joga uma bomba de abóbora em um ataque de última hora em Peter, que sem esforço atira a bomba de volta no rosto de Harry e sai.
Peter frustra uma tentativa de Eddie de reivindicar o emprego na Clarim, levando à demissão de Brock e subsequente desentendimento com Gwen, com quem ele estava namorando na época. Peter então ganha o emprego com sua própria foto do Homem-Aranha e, sob a influência do simbionte, começa a agir de forma mais arrogante. Ele leva Gwen a um clube de jazz onde Mary Jane começou a trabalhar e interrompe uma música que ela está cantando com sua própria rotina de dança. Gwen percebe as verdadeiras intenções de Peter e sai, e a luta resultante com os seguranças do clube resulta em Peter acidentalmente acertando Mary Jane quando ela intervém. Recuperando os sentidos depois de ver uma Mary Jane horrorizada, Peter sai e se livra do traje de simbionte, utilizando sinos de igreja para atordoá-lo. O simbionte então se liga a Brock, que, sem o conhecimento de Peter, está na igreja orando por Deus para matá-lo. Isso cria um novo inimigo, Venom, já que Brock agora conhece a identidade secreta do Homem-Aranha.
Após May visitar Peter encorajando-o a não desistir de Mary Jane, Venom e Homem-Areia unem forças contra o Homem-Aranha, sequestrando Mary Jane e pendurando-a em um canteiro de obras de arranha-céu para chamar a atenção de Peter. Peter implora a Harry para ajudá-lo, mas um Harry de coração partido, cujo rosto estava desfigurado pela bomba, se recusa. Peter encontra Venom em seu traje normal e tenta libertar Mary Jane, mas é emboscado pelo Homem-Areia. Como Peter quase é espancado até a morte pelo Homem-Areia, Harry, que descobriu a verdade sobre a morte de seu pai, chega em sua personalidade de Novo Duende para ajudar seu velho amigo. Peter e Harry formam uma dupla formidável, derrotando o Homem-Areia e resgatando Mary Jane, mas enfrentam dificuldade em subjugar Venom, que tenta apunhalar Peter com o planador de Harry, mas Harry pula para salvá-lo e é empalado. Lembrando da fraqueza do simbionte com os sinos, Peter enfraquece Venom e puxa Eddie para fora do simbionte, preparando-se para destruí-lo com uma bomba, mas Eddie pula de volta para o simbionte e é morto com ele quando a bomba explode.
Marko reaparece atrás de Peter e explica que a morte de Ben foi um acidente enraizado em uma tentativa desesperada de salvar a vida de sua filha em estado terminal e que isso o assombra desde então. Peter perdoa Marko e permite que ele escape. Ele desce até um Harry mortalmente ferido, que é cuidado por Mary Jane. Peter e Harry se perdoam e reafirmam sua amizade antes de Harry morrer devido aos ferimentos. Peter e Mary Jane comparecem ao funeral de Harry com vários outros e mais tarde começam a consertar seu relacionamento.

### Spider-Man: No Way Home(2021)
Alguns anos depois, Peter é acidentalmente transportado para outra realidade devido à tentativa interrompida do Dr. Stephen Strange de lançar um feitiço e restaurar a identidade secreta de um Peter Parker mais jovem, após o Peter alternativo ter sido inadvertidamente enquadrado por J. Jonah Jameson daquele universo, após ele transmitir um vídeo adulterado (fornecido por um ex-associado anônimo de Mysterio) expondo verdadeiramente a identidade do Homem-Aranha para o mundo inteiro, mas falsamente implicando o alternativo Peter como sendo o responsável pelo ataque a Londres e o "assassinato" de Mysterio; o alternativo Peter havia buscado que seu anonimato fosse restaurado com o feitiço devido ao fato de impedir que ele ou qualquer um de seus amigos fosse aceito no MIT (ou em qualquer outra faculdade). Sem o conhecimento de Peter, outras pessoas de diferentes universos também foram transportadas com ele, incluindo Norman, Octavius e Marko de seu universo, retirados do passado, uma versão reptiliana alternativa de seu ex-professor Curt Connors, outra versão alternativa de si mesmo e Electro, retirados de outro universo, e versões heróicas alternativas de Brock e Venom, retiradas de outro universo. Peter também menciona a uma de suas variantes de universo alternativo que seu relacionamento com Mary Jane se complicou algum tempo após a morte de Harry, mas eles finalmente conseguiram fazer funcionar depois de muito tempo. As outras duas variantes de Parker também ficam fascinadas com o fato de Peter ter a capacidade de usar teias orgânicas de seu pulso, em vez de ter que fabricar teias e lançadores de teia como os outros fazem.
Peter e os Peters alternativos concordam em salvar os vilões criando curas para eles. Eles atraem os vilões para a Estátua da Liberdade e tentam curá-los. Peter luta contra o Lagarto e depois cura Flint Marko. Ele então confronta Otto Octavius já curado e os dois discutem quanto tempo se passou desde que se viram pela última vez. Peter testemunha a luta de Peter do universo atual e a tentativa de matar Osborn, mas Peter é capaz de impedi-lo de fazer isso. Osborn então apunhala Peter nas costas enquanto o Peter daquele universo o cura. O multiverso começa a se abrir ainda mais e, enquanto Peter é ajudado a se levantar, Strange tenta novamente o feitiço para fazer todos esquecerem a identidade do Homem-Aranha atual. Depois que Strange completa o feitiço, Peter se despede do Peter daquele universo, enquanto ele, o outro Peter alternativo e seus vilões retornam aos seus universos de origem.

## Em outras mídias

### Filmes
- Antes da decisão da Sony em 2015 de colaborar com a Marvel Studios e fazer um reboot do personagem Homem-Aranha dentro do Universo Cinematográfico Marvel, a Sony considerou a opção de fazer um filme cruzado entre o Homem-Aranha de Maguire e a versão do personagem interpretado por Andrew Garfield na série de filmes The Amazing Spider-Man com Sam Raimi pedindo para dirigi-la.[33]
- Ambas as versões de Peter Parker, que aparecem no filme de animação de 2018 da Sony Animation Pictures, Spider-Man: Into the Spider-Verse, se inspiram nesta encarnação do Homem-Aranha. O Peter Parker mais velho, dublado por Jake Johnson, pretende evocar uma versão mais velha e cínica do retrato de Tobey Maguire, referenciando vários momentos icônicos desses filmes em sua carreira e geralmente está sem sorte, enquanto que o Peter Parker mais jovem da dimensão de Miles Morales, dublado por Chris Pine, passa por aventuras idênticas, mas é muito mais afortunado e bem-sucedido na vida, incluindo um casamento feliz com Mary Jane; o Peter mais velho também teve este casamento, mas relutantemente acabou se divorciando devido ao sentimento incapaz de ser pai por causa de sua vocação arriscada.[34][35]
  - Uma cena não utilizada envolvendo uma participação especial que consistia na versão do Homem-Aranha de Tobey Maguire, ao lado das versões de Andrew Garfield e Tom Holland em Into the Spider-Verse foi removida por "ser muito complicada".[36]
- Maguire repete seu papel em Spider-Man: No Way Home (2021), um filme ambientado na Universo Cinematográfico Marvel (UCM).[1] Foi relatado em 2020 que Maguire havia entrado em negociações para reprisar seu papel como sua versão de Peter Parker ao lado das iterações sucessoras do personagem interpretado por Garfield e Holland no terceiro filme do Homem-Aranha no UCM; no entanto, esses relatórios nunca foram confirmados pela Sony ou Marvel Studios e negados publicamente por Holland e Garfield antes do lançamento do filme.[37][38]
- A versão de Maguire do personagem aparece como um graffiti no filme do Universo Marvel da Sony, Morbius (2022), usado como uma referência ao final de Spider-Man: Far From Home (2019).[39]

### Jogos eletrônicos
- Os jogos eletrônicos Spider-Man, Spider-Man 2 e Spider-Man 3 são baseados na série de filmes que os nomeam, e todos os três incluem a dublagem de Tobey Maguire.[40][41][42] A trilogia de adaptações de jogos eletrônicos encontrou sua existência por meio de um esforço colaborativo entre a editora de jogos eletrônicos Activision e a desenvolvedora Treyarch. O primeiro e o segundo título receberam críticas favoráveis de uma grande base de consumidores, obtidas em cada um de seus respectivos lançamentos, com o Spider-Man 2, de 2004, obtendo grande sucesso após sua chegada, com a versão para PlayStation 2 se tornando o oitavo título mais vendido do ano nos Estados Unidos.[43] O terceiro jogo da trilogia de jogos não correspondeu às expectativas de seus antecessores, assim como sua contraparte cinematográfica, já que o jogo recebeu críticas por ser sem brilho, deixando muito a desejar sobre o título,[44][45][46][47] enquanto que a versão para Nintendo DS recebeu avaliações positivas.[48]
- O símbolo de Aranha de Homem-Aranha 2 foi usado no peito do Homem-Aranha em ambos os jogos Marvel: Ultimate Alliance (2006) e Marvel: Ultimate Alliance 2 (2009).[49]
- Esta versão de Peter Parker aparece em Spider-Man: Friend or Foe (2007), dublada por James Arnold Taylor. Em uma linha do tempo alternativa, onde a maioria dos vilões dos filmes anteriores conseguiram sobreviver à morte, o Homem-Aranha é recrutado pelo diretor da S.H.I.E.L.D, Nick Fury, e viaja para diferentes locais ao redor do mundo para recuperar fragmentos do meteoro em que o Symbiote foi deixado, antes que caíssem nas mãos erradas de seus antigos inimigos que estão sendo controlados mentalmente, ao mesmo tempo que se unem a eles um após o outro, bem como outros heróis.[50]
- O traje da trilogia Homem-Aranha de Sam Raimi foi adicionado como um traje bônus como parte do conteúdo para download (DLC) Rhino Challenge Pack no jogo baseado em filme The Amazing Spider-Man (2012). O traje preto de Homem-Aranha 3 também está disponível no jogo e é desbloqueado se certos requisitos forem atendidos, ou pode ser desbloqueado imediatamente tirando fotos de pichações de aranhas escondidas na cidade.[51][52]
- O traje da trilogia Homem-Aranha de Sam Raimi foi adicionado como um uniforme alternativo denominado "Webbed Suit" ao Marvel's Spider-Man (2018) durante uma atualização gratuita em dezembro de 2018.[53]

### Quadrinhos
- Embora ele não apareça fisicamente, esta versão de Parker é referenciada no evento Spider-Verse da Marvel Comics, que apresentou muitas interpretações do personagem de muitas mídias diferentes. O Homem-Aranha de Tobey Maguire é mencionado como parecido com "o cara de Seabiscuit", um filme no qual Maguire também estrela.[54]

### Televisão
- Após o sucesso do primeiro filme de Raimi, uma série animada spin-off, intitulada Spider-Man: The New Animated Series, foi lançada em 2003, estrelando Neil Patrick Harris como o protagonista titular. Esta série serviu como uma continuação alternativa para o primeiro filme do Homem-Aranha e era consideravelmente mais obscura, voltada para adultos e madura em tom e direção, em comparação com outras adaptações do Homem-Aranha. Recebeu uma recepção positiva da crítica e do público.[55]